# شینجین
شینجین (به لاتین: Xinjin County) یک شهرستان در جمهوری خلق چین است که در چنگدو واقع شده‌است.

## خصوصیات
شینجین ۳۳۰ کیلومترمربع مساحت و ۳۰۲٬۱۹۹ نفر جمعیت دارد.